# 东洋音乐短期大学
东洋音乐短期大学（日语：／ Tōyō Ongaku Tanki Daigaku *）是过去一所位于日本东京都丰岛区的私立短期大学。

## 概要

### 简介
- 学校法人东洋文化学园[注 2]经营之短期大学。学校最早可以追溯到1907年即东洋音乐学校的创立、短期大学为于1954年开办同时开始招収男女学生、以后招生到1962年、正式停办于1970年[1]

### 历史
- 1954年 东洋音乐短期大学成立。并同时设置音乐科、分离为三个专攻、以下列举。
  - 器乐专攻：招生定额是10名[2]
  - 声乐专攻：招生定额是10名[2]
  - 作曲专攻：招生定额是5名[2]
- 1962年 最后一年招生、次年停止招生（正式停办于1970年3月25日[1]）。

## 学校环境
- 校区：在了东京都丰岛区[注 1]

## 历任校长
- 柴田知常：第一代短期大学校长[2]。
- 松永东：最后短期大学校长[3]。

## 组织

### 学科
- 音乐科
  - 器乐专攻
  - 声乐专攻
  - 作曲专攻

### 专科
| - 没有 |

### 业余课程
| - 没有 |

## 相关链接
- 日本短期大学列表